# 中央地区 (川口市)
川口市における中央地区（ちゅうおうちく）とは、埼玉県川口市の本町、舟戸町、金山町、栄町、幸町、川口の一部に該当する地域のことである。

## 概説
川口市における「中央地区」とみなされている地域は、現在の川口市においては赤羽に隣接した南部に該当しており、決して地理的な中心地ではない。また、川口市役所など川口市の行政機関は原則として青木地区にあり、中央地区にはあまりない。しかしながら、歴史的にみると、旧川口宿や旧川口町は中央地区に該当し、現在の本町1丁目を中心とした中央地区こそが川口発祥の地である。